# Vuelta a Murcia 2023
La Vuelta a Murcia 2023, quarantatreesima edizione della corsa e valida come evento dell'UCI Europe Tour 2023 categoria 1.1, si svolse l'11 febbraio 2023 su un percorso di 183,5 km, con partenza da San Javier e arrivo a Cartagena, in Spagna. La vittoria fu appannaggio del britannico Ben Turner, il quale completò il percorso in 4h24'59", alla media di 41,55 km/h, precedendo l'australiano Simon Clarke e il belga Jordi Meeus.
Sul traguardo di Cartagena 107 ciclisti, dei 146 partiti da San Javier, portarono a termine la competizione.

## Squadre e corridori partecipanti
| N.      | Cod. | Squadra                  |
| ------- | ---- | ------------------------ |
| 1-7     | UAE  | UAE Team Emirates        |
| 11-17   | AST  | Astana Qazaqstan Team    |
| 21-27   | COF  | Cofidis                  |
| 31-37   | MOV  | Movistar Team            |
| 41-47   | BOH  | Bora-Hansgrohe           |
| 51-57   | GFC  | Groupama-FDJ             |
| 61-67   | ICW  | Intermarché-Circus-Wanty |
| 71-77   | IGD  | Ineos Grenadiers         |
| 81-87   | ARK  | Team Arkéa-Samsic        |
| 91-97   | EKP  | Equipo Kern Pharma       |
| 101-107 | BBH  | Burgos-BH                |

| N.      | Cod. | Squadra                  |
| ------- | ---- | ------------------------ |
| 111-117 | CJR  | Caja Rural-Seguros RGA   |
| 121-127 | EUS  | Euskaltel-Euskadi        |
| 131-137 | EOK  | Eolo-Kometa Cycling Team |
| 141-147 | IPT  | Israel-Premier Tech      |
| 151-157 | TBF  | Team Flanders-Baloise    |
| 161-167 | LTD  | Lotto Dstny              |
| 171-177 | TUD  | Tudor Pro Cycling Team   |
| 181-187 | TEN  | TotalEnergies            |
| 191-197 | Q36  | Q36.5 Pro Cycling Team   |
| 201-207 | EHE  | Electro Hiper Europa     |

## Ordine d'arrivo (Top 10)
| Pos. | Corridore        | Squadra     | Tempo    |
| ---- | ---------------- | ----------- | -------- |
| 1    | Ben Turner       | Ineos       | 4h24'59" |
| 2    | Simon Clarke     | Israel      | s.t.     |
| 3    | Jordi Meeus      | Bora        | s.t.     |
| 4    | Valentin Madouas | Groupama    | s.t.     |
| 5    | Matteo Trentin   | UAE         | s.t.     |
| 6    | Tim Wellens      | UAE         | s.t.     |
| 7    | Pascal Eenkhoorn | Lotto       | s.t.     |
| 8    | Loïc Vliegen     | Intermarché | s.t.     |
| 9    | Milan Menten     | Lotto       | s.t.     |
| 10   | Gorka Izagirre   | Movistar    | s.t.     |